# 2018 FIFAワールドカップ
2018 FIFAワールドカップ（英: 2018 FIFA World Cup）は、2018年6月14日から7月15日にかけて、ロシアで開催された第21回目のFIFAワールドカップ。東ヨーロッパでは初の開催である。

## 開催国選定の経緯
開催国の決定方法は、国際オリンピック委員会の五輪開催地決定投票と同じ方式で、英国紙のおとり取材による買収疑惑発覚で職務停止処分を受けた2理事を除く、国際サッカー連盟理事22人によるFIFA理事会(現FIFA評議会)での投票。各回ごとに過半数の国・地域が出るまで投票を繰り返し、過半数がない場合はその回の得票最下位の国・地域を次の投票から除外する方式で行われた。同数になった場合のみ、ブラッターFIFA会長の1票で決まるという方式だった。
欧州4候補の内、最初にイングランドが落選。その後2回目でロシアが13票を集めて過半数を獲得した為、ロシアの開催が決定した。これに伴いロシアは予選免除となった。
2002年からFIFA理事を務めていた小倉純二、当時日本サッカー協会(JFA)会長現JFA名誉会長によれば、開催地決定に関して最も影響力のあるのはFIFA視察団が立候補国を現地調査して提出する調査報告書(レポート)だという。ところが、今回は全く違い、レポート評価は、2018年開催が決まったロシアが全体で2番目に低く、2018年の4候補の中では最下位、同時に2022年開催が決まったカタールは全体及び2018年の5候補内の両方で最下位だった。
| 2018年FIFAワールドカップ開催国投票 | 2018年FIFAワールドカップ開催国投票 | 2018年FIFAワールドカップ開催国投票 |
| 立候補国                           | 1回目                              | 2回目                              |
| ---------------------------------- | ---------------------------------- | ---------------------------------- |
| ロシア                             | 9                                  | 13                                 |
| スペイン・ ポルトガル              | 7                                  | 7                                  |
| オランダ・ ベルギー                | 4                                  | 2                                  |
| イングランド                       | 2                                  |                                    |

## 出場国
初出場はアイスランド、パナマで、過去のワールドカップの優勝国でイタリアを除く7ヶ国（ウルグアイ、ドイツ、ブラジル、イングランド、アルゼンチン、フランス、スペイン）が出場することとなった。また予選では強豪国または常連国の敗退が相次ぎ、前述のイタリアを始めオランダ、アメリカ合衆国、チリ等が予選で敗退した。
出場選手は2018 FIFAワールドカップ参加チームを参照。
| \| 大陸連盟 \| 出場 枠数 \| 予選大会 \| 組 予選順位 \| 出場国・地域 \| 出場決定日 \| 出場回数 \| 大会前の最高成績 \| 備考 \| FIFA Rank[4] \| \| -------- \| --------- \| -------- \| ----------- \| -------------- \| ------------------ \| --------------------- \| ---------------- \| ------------ \| ------------ \| \| UEFA \| 13+1 \| - \| 開催国 \| ロシア \| 2010年12月2日[† 1] \| 02大会連続11回目[† 2] \| 4位[† 2] \| \| 70位★ \| \| UEFA \| 13+1 \| 欧州予選 \| A組1位 \| フランス \| 2017年10月10日 \| 06大会連続15回目 \| 優勝(1) \| \| 07位★ \| \| UEFA \| 13+1 \| 欧州予選 \| A組2位 \| スウェーデン \| 2017年11月13日 \| 03大会ぶり12回目 \| 準優勝 \| ☆ \| 24位 \| \| UEFA \| 13+1 \| 欧州予選 \| B組1位 \| ポルトガル \| 2017年10月10日 \| 05大会連続07回目 \| 3位 \| \| 04位★ \| \| UEFA \| 13+1 \| 欧州予選 \| B組2位 \| スイス \| 2017年11月12日 \| 04大会連続11回目 \| ベスト8 \| ☆ \| 6位 \| \| UEFA \| 13+1 \| 欧州予選 \| C組1位 \| ドイツ \| 2017年10月5日 \| 17大会連続19回目[† 3] \| 優勝(4)[† 3] \| 前大会優勝 \| 01位★ \| \| UEFA \| 13+1 \| 欧州予選 \| D組1位 \| セルビア \| 2017年10月9日 \| 02大会ぶり12回目[† 4] \| 4位[† 4] \| \| 34位 \| \| UEFA \| 13+1 \| 欧州予選 \| E組1位 \| ポーランド \| 2017年10月8日 \| 03大会ぶり08回目 \| 3位 \| \| 08位★ \| \| UEFA \| 13+1 \| 欧州予選 \| E組2位 \| デンマーク \| 2017年11月14日 \| 02大会ぶり05回目 \| ベスト8 \| ☆ \| 12位 \| \| UEFA \| 13+1 \| 欧州予選 \| F組1位 \| イングランド \| 2017年10月5日 \| 06大会連続15回目 \| 優勝(1) \| \| 12位 \| \| UEFA \| 13+1 \| 欧州予選 \| G組1位 \| スペイン \| 2017年10月6日 \| 11大会連続15回目 \| 優勝(1) \| \| 010位 \| \| UEFA \| 13+1 \| 欧州予選 \| H組1位 \| ベルギー \| 2017年9月3日 \| 02大会連続13回目 \| 4位 \| \| 03位★ \| \| UEFA \| 13+1 \| 欧州予選 \| I組1位 \| アイスランド \| 2017年10月9日 \| 初出場 \| \| \| 22位 \| \| UEFA \| 13+1 \| 欧州予選 \| I組2位 \| クロアチア \| 2017年11月12日 \| 02大会連続05回目 \| 3位 \| ☆ \| 20位 \| \| CONMEBOL \| 4.5 \| 南米予選 \| 1位 \| ブラジル \| 2017年3月28日 \| 21大会連続21回目 \| 優勝(5) \| \| 02位★ \| \| CONMEBOL \| 4.5 \| 南米予選 \| 2位 \| ウルグアイ \| 2017年10月10日 \| 03大会連続13回目 \| 優勝(2) \| \| 14位 \| \| CONMEBOL \| 4.5 \| 南米予選 \| 3位 \| アルゼンチン \| 2017年10月10日 \| 12大会連続17回目 \| 優勝(2) \| 前大会準優勝 \| 05位★ \| \| CONMEBOL \| 4.5 \| 南米予選 \| 4位 \| コロンビア \| 2017年10月10日 \| 02大会連続06回目 \| ベスト8 \| \| 16位 \| \| CONMEBOL \| 4.5 \| 南米予選 \| 5位 \| ペルー \| 2017年11月15日 \| 09大会ぶり05回目 \| ベスト8 \| ○ \| 11位 \| \| CAF \| 5 \| 最終予選 \| A組1位 \| チュニジア \| 2017年11月11日 \| 03大会ぶり05回目 \| グループリーグ \| \| 21位 \| \| CAF \| 5 \| 最終予選 \| B組1位 \| ナイジェリア \| 2017年10月7日 \| 03大会連続06回目 \| ベスト16 \| \| 48位 \| \| CAF \| 5 \| 最終予選 \| C組1位 \| モロッコ \| 2017年11月11日 \| 05大会ぶり05回目 \| ベスト16 \| \| 41位 \| \| CAF \| 5 \| 最終予選 \| D組1位 \| セネガル \| 2017年11月10日 \| 04大会ぶり02回目 \| ベスト8 \| \| 27位 \| \| CAF \| 5 \| 最終予選 \| E組1位 \| エジプト \| 2017年10月8日 \| 07大会ぶり03回目 \| グループリーグ \| \| 45位 \| \| AFC \| 4.5 \| 最終予選 \| A組1位 \| イラン \| 2017年6月13日 \| 02大会連続05回目 \| グループリーグ \| \| 37位 \| \| AFC \| 4.5 \| 最終予選 \| A組2位 \| 韓国 \| 2017年9月5日 \| 09大会連続10回目 \| 4位 \| \| 57位 \| \| AFC \| 4.5 \| 最終予選 \| B組1位 \| 日本 \| 2017年8月31日 \| 06大会連続06回目 \| ベスト16 \| \| 61位 \| \| AFC \| 4.5 \| 最終予選 \| B組2位 \| サウジアラビア \| 2017年9月5日 \| 03大会ぶり05回目 \| ベスト16 \| \| 67位 \| \| AFC \| 4.5 \| 最終予選 \| B組3位 \| オーストラリア \| 2017年11月15日 \| 04大会連続05回目 \| ベスト16 \| ○ \| 36位 \| \| CONCACAF \| 3.5 \| 最終予選 \| 1位 \| メキシコ \| 2017年9月1日 \| 07大会連続16回目 \| ベスト8 \| \| 15位 \| \| CONCACAF \| 3.5 \| 最終予選 \| 2位 \| コスタリカ \| 2017年10月7日 \| 02大会連続05回目 \| ベスト8 \| \| 23位 \| \| CONCACAF \| 3.5 \| 最終予選 \| 3位 \| パナマ \| 2017年10月10日 \| 初出場 \| \| \| 55位 \| \| OFC \| 0.5 \| 地区予選 \| - \| 出場国無し \| - \| - \| \| - \| - \| 1. 2. 3. 4. - 備考欄の「☆」は欧州予選プレーオフ、「○」は大陸間プレーオフに勝利の上、出場が決定した国。 - FIFA Rank欄は2018年6月開催時点でのFIFAランキング。★印は第1シードとなる8カ国を表す。 |           |          |             |                |                |                  |                  |              |           |
| |           |          |             |                |                |                  |                  |              |           |
| 大陸連盟 | 出場 枠数 | 予選大会 | 組 予選順位 | 出場国・地域   | 出場決定日     | 出場回数         | 大会前の最高成績 | 備考         | FIFA Rank |
| UEFA | 13+1      | -        | 開催国      | ロシア         | 2010年12月2日  | 02大会連続11回目 | 4位              |              | 70位★     |
| UEFA | 13+1      | 欧州予選 | A組1位      | フランス       | 2017年10月10日 | 06大会連続15回目 | 優勝(1)          |              | 07位★     |
| UEFA | 13+1      | 欧州予選 | A組2位      | スウェーデン   | 2017年11月13日 | 03大会ぶり12回目 | 準優勝           | ☆            | 24位      |
| UEFA | 13+1      | 欧州予選 | B組1位      | ポルトガル     | 2017年10月10日 | 05大会連続07回目 | 3位              |              | 04位★     |
| UEFA | 13+1      | 欧州予選 | B組2位      | スイス         | 2017年11月12日 | 04大会連続11回目 | ベスト8          | ☆            | 6位       |
| UEFA | 13+1      | 欧州予選 | C組1位      | ドイツ         | 2017年10月5日  | 17大会連続19回目 | 優勝(4)          | 前大会優勝   | 01位★     |
| UEFA | 13+1      | 欧州予選 | D組1位      | セルビア       | 2017年10月9日  | 02大会ぶり12回目 | 4位              |              | 34位      |
| UEFA | 13+1      | 欧州予選 | E組1位      | ポーランド     | 2017年10月8日  | 03大会ぶり08回目 | 3位              |              | 08位★     |
| UEFA | 13+1      | 欧州予選 | E組2位      | デンマーク     | 2017年11月14日 | 02大会ぶり05回目 | ベスト8          | ☆            | 12位      |
| UEFA | 13+1      | 欧州予選 | F組1位      | イングランド   | 2017年10月5日  | 06大会連続15回目 | 優勝(1)          |              | 12位      |
| UEFA | 13+1      | 欧州予選 | G組1位      | スペイン       | 2017年10月6日  | 11大会連続15回目 | 優勝(1)          |              | 010位     |
| UEFA | 13+1      | 欧州予選 | H組1位      | ベルギー       | 2017年9月3日   | 02大会連続13回目 | 4位              |              | 03位★     |
| UEFA | 13+1      | 欧州予選 | I組1位      | アイスランド   | 2017年10月9日  | 初出場           |                  |              | 22位      |
| UEFA | 13+1      | 欧州予選 | I組2位      | クロアチア     | 2017年11月12日 | 02大会連続05回目 | 3位              | ☆            | 20位      |
| CONMEBOL | 4.5       | 南米予選 | 1位         | ブラジル       | 2017年3月28日  | 21大会連続21回目 | 優勝(5)          |              | 02位★     |
| CONMEBOL | 4.5       | 南米予選 | 2位         | ウルグアイ     | 2017年10月10日 | 03大会連続13回目 | 優勝(2)          |              | 14位      |
| CONMEBOL | 4.5       | 南米予選 | 3位         | アルゼンチン   | 2017年10月10日 | 12大会連続17回目 | 優勝(2)          | 前大会準優勝 | 05位★     |
| CONMEBOL | 4.5       | 南米予選 | 4位         | コロンビア     | 2017年10月10日 | 02大会連続06回目 | ベスト8          |              | 16位      |
| CONMEBOL | 4.5       | 南米予選 | 5位         | ペルー         | 2017年11月15日 | 09大会ぶり05回目 | ベスト8          | ○            | 11位      |
| CAF | 5         | 最終予選 | A組1位      | チュニジア     | 2017年11月11日 | 03大会ぶり05回目 | グループリーグ   |              | 21位      |
| CAF | 5         | 最終予選 | B組1位      | ナイジェリア   | 2017年10月7日  | 03大会連続06回目 | ベスト16         |              | 48位      |
| CAF | 5         | 最終予選 | C組1位      | モロッコ       | 2017年11月11日 | 05大会ぶり05回目 | ベスト16         |              | 41位      |
| CAF | 5         | 最終予選 | D組1位      | セネガル       | 2017年11月10日 | 04大会ぶり02回目 | ベスト8          |              | 27位      |
| CAF | 5         | 最終予選 | E組1位      | エジプト       | 2017年10月8日  | 07大会ぶり03回目 | グループリーグ   |              | 45位      |
| AFC | 4.5       | 最終予選 | A組1位      | イラン         | 2017年6月13日  | 02大会連続05回目 | グループリーグ   |              | 37位      |
| AFC | 4.5       | 最終予選 | A組2位      | 韓国           | 2017年9月5日   | 09大会連続10回目 | 4位              |              | 57位      |
| AFC | 4.5       | 最終予選 | B組1位      | 日本           | 2017年8月31日  | 06大会連続06回目 | ベスト16         |              | 61位      |
| AFC | 4.5       | 最終予選 | B組2位      | サウジアラビア | 2017年9月5日   | 03大会ぶり05回目 | ベスト16         |              | 67位      |
| AFC | 4.5       | 最終予選 | B組3位      | オーストラリア | 2017年11月15日 | 04大会連続05回目 | ベスト16         | ○            | 36位      |
| CONCACAF | 3.5       | 最終予選 | 1位         | メキシコ       | 2017年9月1日   | 07大会連続16回目 | ベスト8          |              | 15位      |
| CONCACAF | 3.5       | 最終予選 | 2位         | コスタリカ     | 2017年10月7日  | 02大会連続05回目 | ベスト8          |              | 23位      |
| CONCACAF | 3.5       | 最終予選 | 3位         | パナマ         | 2017年10月10日 | 初出場           |                  |              | 55位      |
| OFC | 0.5       | 地区予選 | -           | 出場国無し     | -              | -                |                  | -            | -         |

## 本大会

### 開催都市

#### スタジアム
本大会は11都市12会場で開催される。開催都市はヨーロッパ側に集中しており、ウラル以東ではエカテリンブルクのみとなる。全会場が陸上トラックの無いサッカー・球技専用スタジアムとなる。
試合は以下の11都市 (カリーニングラード、カザン、モスクワ、ニジニ・ノヴゴロド、サンクトペテルブルク、サマーラ、サランスク、ソチ、ヴォルゴグラード、ロストフ・ナ・ドヌ、エカテリンブルク)で行う予定であると表明された。
2011年10月、ロシアは開催候補地を16から14に減らした。そしてモスクワ州ポドリスクのモスクワ州立スタジアムについて州政府から取り下げたことが明らかになった。また、モスクワ市内のスパルタク・スタジアムかディナモ・スタジアムのどちらかが落選することも明らかとなった。
なお開催地は2012年9月29日に決定された。これによって開催候補都市のうち、クラスノダールやヤロスラヴリは落選となった。
2012年12月14日のFIFA理事会(現FIFA評議会)で今大会の開幕戦と準決勝1試合と決勝をモスクワのルジニキ・スタジアムで、準決勝の残り1試合をサンクトペテルブルクのサンクトペテルブルク・スタジアムで行うことを決定した。
| モスクワ                  | モスクワ | サンクトペテルブルク | カリーニングラード             |
| ------------------------- | --- | --- | ------------------------------ |
| ルジニキ・スタジアム      | スパルタク・スタジアム | サンクトペテルブルク・スタジアム | カリーニングラード・スタジアム |
| 収容人数: 78,011人 (改築) | 収容人数: 44,190人 (新築) | 収容人数: 64,468人 (新築) | 収容人数: 33,973人 (新築)      |
|                           | | |                                |
|                           | | |                                |
| カザン                    | モスクワ · (ルジニキ/ · スパルタク)サンクトペテルブルクカリーニングラードニジニ・ノヴゴロドカザンサマーラヴォルゴグラードサランスクソチロストフ・ナ・ドヌエカテリンブルク | モスクワ · (ルジニキ/ · スパルタク)サンクトペテルブルクカリーニングラードニジニ・ノヴゴロドカザンサマーラヴォルゴグラードサランスクソチロストフ・ナ・ドヌエカテリンブルク | ニジニ・ノヴゴロド             |
| カザン・アリーナ          | モスクワ · (ルジニキ/ · スパルタク)サンクトペテルブルクカリーニングラードニジニ・ノヴゴロドカザンサマーラヴォルゴグラードサランスクソチロストフ・ナ・ドヌエカテリンブルク | モスクワ · (ルジニキ/ · スパルタク)サンクトペテルブルクカリーニングラードニジニ・ノヴゴロドカザンサマーラヴォルゴグラードサランスクソチロストフ・ナ・ドヌエカテリンブルク | ニジニ・ノヴゴロド・スタジアム |
| 収容人数: 42,873人 (新築) | モスクワ · (ルジニキ/ · スパルタク)サンクトペテルブルクカリーニングラードニジニ・ノヴゴロドカザンサマーラヴォルゴグラードサランスクソチロストフ・ナ・ドヌエカテリンブルク | モスクワ · (ルジニキ/ · スパルタク)サンクトペテルブルクカリーニングラードニジニ・ノヴゴロドカザンサマーラヴォルゴグラードサランスクソチロストフ・ナ・ドヌエカテリンブルク | 収容人数: 43,319人 (新築)      |
|                           | モスクワ · (ルジニキ/ · スパルタク)サンクトペテルブルクカリーニングラードニジニ・ノヴゴロドカザンサマーラヴォルゴグラードサランスクソチロストフ・ナ・ドヌエカテリンブルク | モスクワ · (ルジニキ/ · スパルタク)サンクトペテルブルクカリーニングラードニジニ・ノヴゴロドカザンサマーラヴォルゴグラードサランスクソチロストフ・ナ・ドヌエカテリンブルク |                                |
| サマーラ                  | モスクワ · (ルジニキ/ · スパルタク)サンクトペテルブルクカリーニングラードニジニ・ノヴゴロドカザンサマーラヴォルゴグラードサランスクソチロストフ・ナ・ドヌエカテリンブルク | モスクワ · (ルジニキ/ · スパルタク)サンクトペテルブルクカリーニングラードニジニ・ノヴゴロドカザンサマーラヴォルゴグラードサランスクソチロストフ・ナ・ドヌエカテリンブルク | ヴォルゴグラード               |
| サマーラ・アリーナ        | モスクワ · (ルジニキ/ · スパルタク)サンクトペテルブルクカリーニングラードニジニ・ノヴゴロドカザンサマーラヴォルゴグラードサランスクソチロストフ・ナ・ドヌエカテリンブルク | モスクワ · (ルジニキ/ · スパルタク)サンクトペテルブルクカリーニングラードニジニ・ノヴゴロドカザンサマーラヴォルゴグラードサランスクソチロストフ・ナ・ドヌエカテリンブルク | ヴォルゴグラード・アリーナ     |
| 収容人数: 41,970人 (新築) | モスクワ · (ルジニキ/ · スパルタク)サンクトペテルブルクカリーニングラードニジニ・ノヴゴロドカザンサマーラヴォルゴグラードサランスクソチロストフ・ナ・ドヌエカテリンブルク | モスクワ · (ルジニキ/ · スパルタク)サンクトペテルブルクカリーニングラードニジニ・ノヴゴロドカザンサマーラヴォルゴグラードサランスクソチロストフ・ナ・ドヌエカテリンブルク | 収容人数: 43,713人 (新築)      |
|                           | モスクワ · (ルジニキ/ · スパルタク)サンクトペテルブルクカリーニングラードニジニ・ノヴゴロドカザンサマーラヴォルゴグラードサランスクソチロストフ・ナ・ドヌエカテリンブルク | モスクワ · (ルジニキ/ · スパルタク)サンクトペテルブルクカリーニングラードニジニ・ノヴゴロドカザンサマーラヴォルゴグラードサランスクソチロストフ・ナ・ドヌエカテリンブルク |                                |
|                           | | |                                |
| サランスク                | ロストフ・ナ・ドヌ | ソチ | エカテリンブルク               |
| モルドヴィア・アリーナ    | ロストフ・アリーナ | フィシュト・スタジアム | エカテリンブルク・アリーナ     |
| 収容人数: 41,685人 (新築) | 収容人数: 43,472人 (新築) | 収容人数: 44,287人 (新築) | 収容人数: 33,061人 (改築)      |
|                           | | |                                |

#### 気候
ケッペンの気候区分では最南部のソチのみが温暖湿潤気候で、その他の開催都市は、亜寒帯湿潤気候に属するが大会開催時期の6月の平均気温は、モスクワ (12.1℃～22.0℃)、サンクトペテルブルク (11.7℃～20.0℃)、カリーニングラード (10.9℃～20.5℃)、エカテリンブルク (12.1℃～23.0℃)、カザン (13.3℃～23.5℃)、ニジニ・ノヴゴロド (12.6℃～22.6℃)、サマーラ (14.4℃～25.4℃)、ヴォルゴグラード (15.0℃～26.4℃)、ロストフ・ナ・ドヌ (15.8℃～26.6℃)、ソチ (16.5℃～24.8℃)となっており、南部では日中の気温は25度を超える夏日となり、時に真夏日になることもあるなど、比較的暑くなる。

#### 時差
ロシアの開催都市の時間帯は4つあり、最西端のカリーニングラードでは日本標準時より7時間遅れ (カリーニングラード時間) (UTC+2)、サマーラ (サマラ時間) (UTC+4)で5時間遅れ、最東端のエカテリンブルク (エカテリンブルク時間) (UTC+5)で4時間遅れ、その他の8つの開催都市は全てモスクワ時間 (UTC+3)となり6時間遅れとなる。FIFAワールドカップ一大会の開催地相互間で最大3時間の時差が発生するのは、1994年アメリカ大会以来6大会ぶり2度目である。

### 初のビデオ副審制度導入
サッカーのルール等を決定する唯一の機関である国際サッカー評議会（IFAB）は2018年3月3日、スイスのチューリヒで年次総会(AGM)を開き、ビデオ副審（VAR, Video Assistant Referee, ビデオ・アシスタント・レフェリー）制度をサッカーのルールに正式に導入することを決定した。3月16日、FIFA評議会(旧FIFA理事会)で、今大会全64試合でのVAR採用を正式に決定した。W杯でのVAR採用は、今大会が初となる。VARの目的は、勝敗を左右する場面での誤審を防ぐことで、VARの対象は「得点」、「PK」、「一発退場」、「（退場、警告などの）人定（退場や警告等を受ける選手の確認）」の4項目である。2016年から2年間、国際サッカー連盟（FIFA）主催大会や各国リーグなどで試験的に導入された。その結果、公式戦804試合の統計で、ビデオ判定された事案の約57%が得点とPKの有無の確認だった。533試合では判定確認が行われなかった。一方、映像確認によって試合進行が妨げられることが批判されているが、1事案に要する確認作業時間 は平均60秒で、試合全体の所要時間の1%以下だった。
これまで通り試合自体は主審1人、副審2人、第4の審判1人の計4人で進められる。今大会で採用するVARは、「得点」、「PK」、「一発退場」、「（退場、警告などの）人定（退場や警告等を受ける選手の確認）」の4項目で主審の判定が間違っていた可能性がある時、主審にビデオ副審(VAR)チーム内のVARリーダーが光ファイバーリンク型無線で伝える。全ての誤審を伝えるのではなく、例えば、オフサイドの判定が間違っていても、それが4項目のうちの1つ「得点」に繋がらなかった場合には、VARリーダーは主審に無線連絡しない。オフサイド誤審が得点につながった場合のみ、VARリーダーが主審に無線連絡する。VARチームは4人1組のチームで、1試合につき、VARチームが1つつく。全員、国際審判員の中のトップクラスが任命される。VARチームは、VARリーダー(VAR)1人、ビデオ副審を補佐するアシスタント・ビデオ副審(AVAR)3人の計4人で、ロシア首都モスクワの国際放送センター(IBC) にあるビデオ集中運用室(VOR) で、試合中、常に映像を確認する。VARリーダー(注: このVARリーダーはVARの意味。正確にはAVARはVARとは呼ばれず、両者には明確な立場と権限の違いがある。過去にはテストの中でVAR複数人体制が採用されたこともあったが、現在は1人のVARをAVARが補佐するのが一般的であり、VARをVARリーダーと呼び替える必要は無い)は、VARチームを率い、主審と交信し、対象についての誤審可能性があれば、ピッチ脇に設置されたレビュー･エリアのスクリーンでの検証の提案を行ったりする。AVAR1は、他がリプレー(プレー見直し作業)中でも、常に試合をライブで見続ける。AVAR2は、オフサイド判定のみを注視する。AVAR3は、VARリーダーの補佐やVARチーム全体の円滑なコミュニケーションを図る等をする。さらにVARチーム1チームにつき、スクリーンやカメラアングルの技術者4人、会場の巨大スクリーンで、観客に向かって決定を伝えるFIFAの代表1人もつく。VARチームは、スーパースローモーション(1秒960コマ)専用2台、ウルトラスローモーション(1秒1000コマ)専用6台を含む計33台のテレビ中継用カメラの他、VARチームのみアクセス可能なオフサイド判定専用2台のカメラ映像を使用できる。「ファールかどうか」、「ハンドリングかどうか」、「オフサイド判定を受けた選手がプレーに干渉していたか」などの『主観に拠る判定』を修正する場合、主審はピッチ脇に設置されたレビュー･エリアのスクリーンで自ら確認(オン･フィールド･レビュー)をしなければならない。また、FIFAは、会場の観客やTVを含む全ての一般人向けにVARの審査の理由とレビュー(確認作業)の結果を含む審査プロセス等をタッチタブレットのネットワークを介して、通知する。タブレットを操作すれば、VARが見ているアングルのカメラの場面を見たり、主審とVARとの審判通信システムの音声を聞いたりできる。会場内のTVと巨大スクリーンには、VARの判定結果及びリプレー等も表示され、FIFAの代表1人が決定を伝える。更なる詳細はFIFA公式HP参照のこと。
なお、前回の2014年ブラジル大会から初めてゴールライン・テクノロジー（GLT, Goal-line technology, ゴール機械判定技術）の1つであるゴールコントロール4D（GoalControl-4D）がW杯に導入され、今大会の規則にもGLTが明記されていたが、2017年9月のレンヌ対カーン戦等フランスリーグ1部(リーグ・アン)2017-18のいくつかの試合で、ゴールコントロール4Dがゴール判定を失敗していることを受け、FIFAはGLTをロシアW杯で使用するかは未定としていた。2018年4月25日、ホークアイ社によるGLTをVARと共に今大会で使用すると、FIFAが発表した。
VAR制度及びGLTのいずれも、あくまでも主審の判断を助けるものであり、最終的な判定及び決定は主審が行う。
2018年4月18日から2週間をかけ、イタリアフィレンツェ近郊のコヴェルチャーノで行われたトレーニングセミナーで、36人の審判と63人のアシスタント(全員国際審判員)が、試合会場での審判及びVARのトレーニングを受ける。W杯自体の重圧とW杯としては初めての試みによる重圧の為、普段の試合より審判報酬を増額している。経験やキャリア年数が豊富なトップクラスの主審は5万7000ユーロ（約740万円）を受け取り、さらに1試合担当するごとに2500ユーロ（約33万円）の報酬が追加される。トップクラスの副審は、主審より減額され、審判報酬は2万ユーロ（約260万円）、1試合ごとに1600ユーロ（約21万円）が与えられる。
2018年4月27日、FIFAはVAR専任の国際審判員13名 を選出し、4月30日に発表した。この13名は、各協会及び各大陸連盟での大会でVARを経験し、更にFIFAの大会でVARを成功させ、上記のトレーニングセミナーでVARの知識やスキルを向上させた者が選ばれた。このVAR専任の13名に加え、今大会の主審及び副審 の一部が、VARチームに入る。各試合毎に任命されたVARチームは、試合前に確認される。

### その他ルール変更
サッカーのルール等を決定する唯一の機関のIFABが認可したため、2018年3月16日のFIFA評議会(旧FIFA理事会)では、他に今大会では「決勝トーナメント以降、公式戦交代枠3人に加え、延長戦に入った場合に限り4人目の交代を認めること」、「テクニカルエリアに、コーチング（選手への指示）目的の情報を外部から送信することの許可とそれに伴い小型の携帯端末をベンチに持ち込むことを許可」も決定した。
2018年5月16日、上記の決定を受け、FIFAはトラッキングシステムが試合中取得したプレーのデータを全出場国がリアルタイムに活用するシステム導入を発表した。ベンチの代表スタッフとスタンドから試合を観察及び分析するアナリスト(今、試合を行っている代表の分析官)にそれぞれ1台ずつFIFA公認タブレット端末を提供。トラッキングシステムは2台のカメラを使用し、選手とボールに関する位置データを取得。統計処理したデータとライブの映像がアナリスト向けに設置されたサーバーに転送され、タブレットのアプリでそれらを参照できる。アナリストは選手のプレーデータを解析して、試合の状況をつかむ。アナリスト向けの専用アプリを使えば、戦術の検討ポイントを絞り込める。タブレット端末でポイントを書き込んだ静止画を、ベンチの代表スタッフ(テクニカルスタッフ)に送り、アシスタントコーチと無線で話し合うこともできる。さらにアシスタントコーチはチャットツールを使ってメッセージを返答するなど、スタンドのアナリストと戦術などについて試合中に議論することが可能になる。試合の分析結果は、FIFAが試合後に、各チームに提供する。
今大会から、大陸予選とグループステージ（GL）における順位決定にフェアプレーポイント（FPP）が導入された。
国際サッカー連盟（FIFA）によると、FPPが順位決定の基準として大会の規定に盛り込まれたのは今大会が初めてで、H組が初適用になった。FPPは、
1. イエローカード（警告） - マイナス1点
2. 警告2回によるレッドカード（退場） - マイナス3点
3. 一発退場 - マイナス4点
4. 警告を受けた上で一発退場- マイナス5点

と定められていて、合計点が大きい（減点が少ない）チームのGL順位が上になる。

### 公式球
アディダスによる公式試合球の名称は、2017年11月にFIFAによって「テルスター18 (Telstar 18)」に決定した。1970年メキシコ大会・1974年西ドイツ大会に使用された初公式試合球であるテルスターの伝統と最新鋭のテクノロジーの融合がコンセプトとなっている。また、公式試合球として初めてNFCが搭載されている。ノックアウトステージ(ベスト16に進出した各国で争われる決勝トーナメント)からはテルスター18に代わりTELSTAR MECHTAが使用される。過去にも決勝戦で特別モデルが使用されたことはあったが、決勝トーナメントから新モデルのボールが使用されるのはワールドカップ史上初めてとなる。

### 大会マスコット

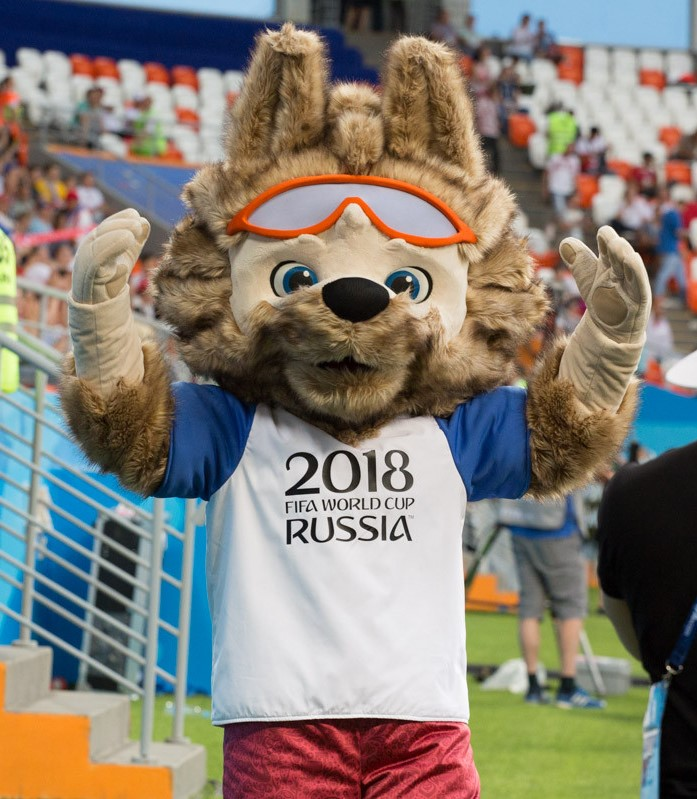
ザビバカ

2018年大会の公式FIFAワールドカップのマスコット選びは、最終候補として残ったオオカミ・トラ・ネコのキャラクターの中からFIFA公式サイト上のインターネット投票によって選ばれ、約53%の票を集めたオオカミのキャラクターが選出され、ザビバカ(Zabivaka)と命名された。ザビバカはロシア語で「ゴールを決める」という意味を持ち、デザインとして "RUSSIA 2018 "と書かれた茶色と白のTシャツにオレンジのスポーツ用メガネを着用している。 また白と青のTシャツと赤のショートパンツの組み合わせはサッカーロシア代表のファーストカラーとなっている。

### 賞金および補償金 (負傷の保険金)
本大会の優勝賞金を3800万ドルにすると、2017年10月27日にFIFAが発表した。前回のブラジル大会から300万ドル増額された。また、準優勝のチームには2800万ドル、3位には2400万ドル、4位には2200万ドル、ベスト8 (=準々決勝進出)には、1600万ドル、ベスト16 (=決勝トーナメント進出)には、1200万ドルとなり、グループリーグ敗退国 (17位 - 32位)も、グループリーグ出場給の800万ドルを受け取る。さらに、全32出場国には大会準備費として150万ドルずつが支払われる。賞金総額は、6億9100万ドルとなり、前回大会の同総額5億7600万ドルから20%増となった。
また、同日FIFAは欧州クラブ協会 (ECA)との合意に基づき、今大会に出場する全選手の各所属クラブに、総額約2億900万ドル(発表時約238億円)の「クラブ・ベネフィット・プログラム(選手を派遣するクラブへの補填金)」を各国サッカー協会を通じて、クラブへ分配すると発表した。選手1人が大会に1日参加する毎に6400ポンド（約95万円）が所属クラブに支払われる。また、選手が2016年以降に移籍していた場合には以前の所属クラブにも一部が支払われる。
さらに、ECAとの合意に基づき、FIFAは、総額1億3400万ドル（発表時約152億円）を「クラブ・プロテクション・プログラム(選手負傷の際のクラブへの補填金)」に割り当てた。大会期間中に選手が負傷した場合に限り、このプログラムを通じて損失の補填金が、負傷した選手の所属クラブに支払われる。
2018年4月30日、アフリカサッカー連盟 (CAF)は、過去の本大会でアフリカ勢が毎回、選手のボーナス支払い等で内紛を起こしていたため、その対策として今大会のFIFAからの出場国への賞金の最低保証額(グループリーグ出場給)800万ドル（発表時約8億7600万円）の内の4分の1の200万ドル(発表時約2億1900万円)を、アフリカ全出場国(5か国)に前払いで支払うと発表した。

### 選手登録及び大会前休養期間

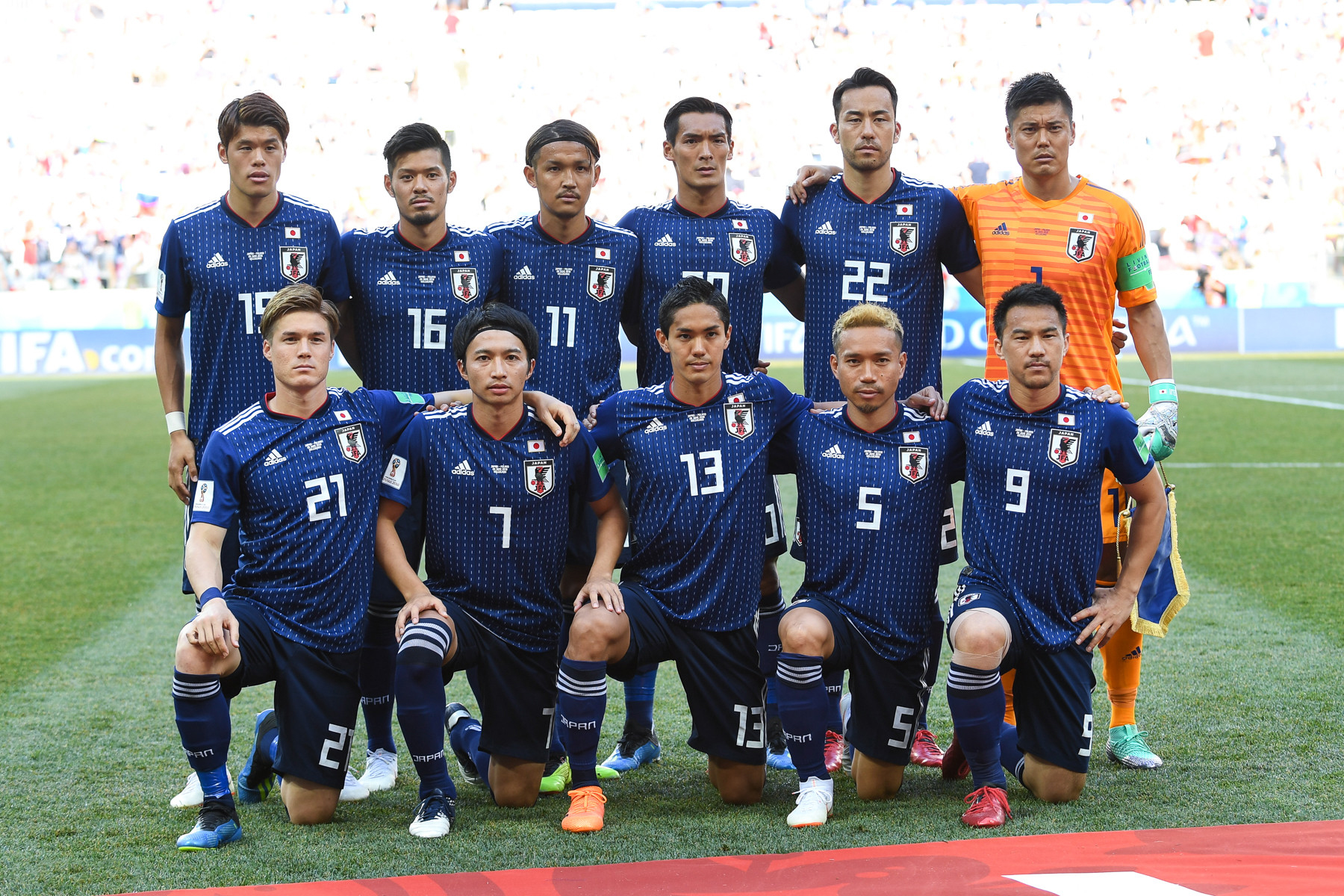
2018年におけるサッカー日本代表

FIFA本部があるスイスの現地時間の2018年5月14日までに、出場する各サッカー協会は、FIFAの専用オンライン登録ページに選手名等を入力する形で、上限35名の予備登録リストを提出する。
サッカー日程の過密化で、けが人のリスクが増加しているため、各サッカー協会や各大陸連盟からの要望があり、前回の2014ブラジル大会より予備登録上限が5名増えた。なお、本登録の23名以上登録されていればよい。予備登録リストの公表は、各協会が判断する。スイス時間の同年5月28日から6月4日までの間に、予備登録した上限35名の中から本登録23名を選び、最終的な本登録リストをFIFAに提出する。本登録リストは各サッカー協会側で公表してよい。全32出場国の最終的な本登録リストはFIFA事務局(general secretariat)が作成し、6月4日に公表した（ロシアW杯2018全出場国本登録リスト）。本登録23名の内、GKは必ず3名登録しなければならない（本登録GK3名、GK除くフィールドプレーヤー20名計23名。ロシアW杯公式規則P24-P25の19 List of playersの4）。本登録の選手のみ本大会に出場できる。本登録後も、グループリーグ初戦開始24時間前までは、負傷などの正当な理由があれば、負傷等の該当選手の医師の詳細な診断書（但し、FIFA公用語4か国語である英語・フランス語・ドイツ語・スペイン語のいずれかで書かれた診断書）をFIFA医療委員会に提出し、承認されれば、予備登録メンバーに限らず（予備登録メンバー外でも可能）、該当代表資格のある選手との入れ替えが可能である（大会公式規則P54-P56の43 Entry form及び44 List of players and accreditation）。
なお、GKとして本登録した選手はGKとしての出場しか認められない。実際に、2010南アフリカ大会で、北朝鮮が交代の選択肢を増やす為に、本来FWの金明元をGKとして本登録したが、これに対してFIFAは、金明元はGKとしての出場しか認めないと通告したことがある。
2018年5月20日が、UEFAチャンピオンズリーグ決勝を除く、本大会前のクラブチームの試合の最終期限日（但し、各国最上位の1部リーグのみが対象）で、5月21日 - 27日が、クラブに義務づけられる本大会に出場する選手の大会前休養期間である。休養期間の根拠規定は、大会公式規則P57の45 Rest period and preparation phase で、2017年5月9日のFIFA評議会で、休養期間からUEFAチャンピオンズリーグ決勝を除くことを決め、同年5月11日のFIFA総会で実際の休養期間を決定した。休養期間の設定は、過密日程の疲労で2002日韓大会で波乱が続出したことから、2006ドイツ大会以降継続して採用されている。

### 組み合わせ抽選会
大会組織委員会は2017年1月24日、2018 FIFAワールドカップ本大会の1次リーグ全組の対戦組み合わせ抽選会は、2017年12月1日午後6時 (ロシア時間。日本時間では12月2日午前0時)に、モスクワのクレムリンで執り行われることを発表した。2017年9月14日、チェフェリンFIFA副会長が、開催国ロシアと2017年10月のFIFAランキング の上位7か国の計8か国が、第1シードとして第1ポットに入ると発表した。この基準により、開催国のロシア以外に、同月付ランキングの上から順に、ドイツ、ブラジル、ポルトガル、アルゼンチン、ベルギー、ポーランド、フランスの7カ国がシードされることが決定した。正式な抽選方法は、2017年11月27日にFIFA公式HP上で発表された。
抽選方法は以下の通りである。
- ポット1に、開催国ロシアと2017年10月時点のFIFAランキング[44] 上位7カ国 (ドイツ、ブラジル、ポルトガル、アルゼンチン、ベルギー、ポーランド、フランス)の計8か国を割り振る。
- 同様に2017年10月時点のFIFAランキング[44] 上位から順に8カ国ずつをポット2・ポット3・ポット4に割り振る。
- 抽選により、ポット1～ポット4から各1国を選び、4カ国ずつAグループ～Hグループの8つの1次リーグを確定させる。

詳細な手順は以下の通りである。
1. 地理的分離の原則 - 欧州は同じ組に最大2か国までとし、欧州を除く地域は同じ組に同じ地域の国は入らない。ただし欧州は、各組に最低1か国は入るようにする（今回の場合は、ポット4の振り分け開始の時点で欧州の入っていない組が生じている（他の6つの組に欧州2か国ずつ、残り1つの組に欧州1か国）場合は、最後に残ったセルビアがその組に入る仕組みであった。なお本番の抽選では、ポット2振り分け完了時点で全ての組に欧州が入った）。
2. 原則として、ポット1の国をA - H組に全て割り振ったら、次にポット2の国をA - H組に全て割り振る。ポット2が終わったら、ポット3、ポット4の順に同様に進める。ただし、詳細な手順は、地理的分離の原則を守るように行う。例えば、割り振った際に、その組に入ると地理的分離の原則が守れない場合には隣以降の地理的分離の原則に合う組にスライドする(例：A組に割り振られたが、地理的分離の原則に合わないのでスライド。隣のB組も原則に合わないので、さらに隣のC組に移動。原則に合うので、C組に入る)。
3. 開催国ロシアは開幕戦を行うため、A組1番に事前に割り当てられる。残りのポット1の国は抽選で割り当てられた組の1番とする。ポット2からポット4の国の組番はランダムとし、ポットから国名が書いてあるくじ (ボールに入っている)が取り出されるたびに、同時に組番ポットでその国の組番を決める (組番によって試合順が決定する)。

抽選会の司会進行は、元イングランド代表FWであるゲーリー・リネカーと、ロシアの女性サッカージャーナリストであるマリア・コマンドナヤが務めた。ドロワーは開催国のロシアと歴代優勝国の元代表選手の中から選ばれ、ローラン・ブラン、ゴードン・バンクス、カフー、ファビオ・カンナヴァーロ、ディエゴ・フォルラン、ディエゴ・マラドーナ、カルレス・プジョル、ニキータ・シモニャンの8名が務めた。このうちフォルランとシモニャンを除く6名は、実際に優勝した代表チームの一員である。なお、優勝国から唯一ドロワーに選ばれていないドイツからは、ミロスラフ・クローゼがワールドカップトロフィーを持ってステージに壇上した。
抽選会は、FIFA公式HPで生中継され、日本ではNHKが総合テレビで生中継を行った。2017年12月1日午後6時（モスクワ時間）から開催された抽選会の結果、グループリーグの組み合わせは以下のように決定した。
| 組み合わせ抽選における実際のドローの順序 | 組み合わせ抽選における実際のドローの順序 | 組み合わせ抽選における実際のドローの順序 | 組み合わせ抽選における実際のドローの順序 | 組み合わせ抽選における実際のドローの順序 | 組み合わせ抽選における実際のドローの順序 | 組み合わせ抽選における実際のドローの順序 | 組み合わせ抽選における実際のドローの順序 |
| ポット1                                  | ポット1                                  | ポット2                                  | ポット2                                  | ポット3                                  | ポット3                                  | ポット4                                  | ポット4                                  |
| チーム                                   | 組/番                                    | チーム                                   | 組/番                                    | チーム                                   | 組/番                                    | チーム                                   | 組/番                                    |
| ---------------------------------------- | ---------------------------------------- | ---------------------------------------- | ---------------------------------------- | ---------------------------------------- | ---------------------------------------- | ---------------------------------------- | ---------------------------------------- |
| ロシア                                   | A1                                       | ウルグアイ                               | A4                                       | エジプト                                 | A3                                       | サウジアラビア                           | A2                                       |
| ポルトガル                               | B1                                       | スペイン                                 | B2                                       | デンマーク                               | C4                                       | セルビア                                 | E4                                       |
| フランス                                 | C1                                       | ペルー                                   | C3                                       | イラン                                   | B4                                       | モロッコ                                 | B3                                       |
| アルゼンチン                             | D1                                       | クロアチア                               | D3                                       | アイスランド                             | D2                                       | オーストラリア                           | C2                                       |
| ブラジル                                 | E1                                       | スイス                                   | E2                                       | コスタリカ                               | E3                                       | ナイジェリア                             | D4                                       |
| ドイツ                                   | F1                                       | メキシコ                                 | F2                                       | スウェーデン                             | F3                                       | パナマ                                   | G2                                       |
| ベルギー                                 | G1                                       | イングランド                             | G4                                       | チュニジア                               | G3                                       | 韓国                                     | F4                                       |
| ポーランド                               | H1                                       | コロンビア                               | H3                                       | セネガル                                 | H2                                       | 日本                                     | H4                                       |
| 注 1. 2. 3. 4.                           |                                          |                                          |                                          |                                          |                                          |                                          |                                          |

### 抽選結果
| グループA                                                                           | グループB           | グループC             | グループD           |
| ----------------------------------------------------------------------------------- | ------------------- | --------------------- | ------------------- |
| ロシア (70位)                                                                       | ポルトガル (4位)    | フランス (7位)        | アルゼンチン (5位)  |
| サウジアラビア (67位)                                                               | スペイン (10位)     | オーストラリア (36位) | アイスランド (22位) |
| エジプト (45位)                                                                     | モロッコ (41位)     | ペルー (11位)         | クロアチア (20位)   |
| ウルグアイ (14位)                                                                   | イラン (37位)       | デンマーク (12位)     | ナイジェリア (48位) |
| 2589                                                                                | 3789                | 3375                  | 3745                |
|                                                                                     |                     |                       |                     |
| グループE                                                                           | グループF           | グループG             | グループH           |
| ブラジル (2位)                                                                      | ドイツ (1位)        | ベルギー (3位)        | ポーランド (8位)    |
| スイス (6位)                                                                        | メキシコ (15位)     | パナマ (55位)         | セネガル (27位)     |
| コスタリカ (23位)                                                                   | スウェーデン (24位) | チュニジア (21位)     | コロンビア (16位)   |
| セルビア (34位)                                                                     | 韓国 (57位)         | イングランド (12位)   | 日本 (61位)         |
| 4325                                                                                | 3981                | 3830                  | 3528                |
| カッコ内は本大会直前（2018年6月7日付）のFIFAランキングと、 グループ内の総ポイント。 |                     |                       |                     |

### 主審
2018年3月29日、FIFAは本大会に出場する36名の主審と63名の副審から成る審判団を発表した。1938年開催の第3回フランス大会以来、80年ぶりにイギリス人審判が、主審及び副審のいずれにも、選出されなかった。今大会で主審を務める予定だったファハド・アル＝ミルダーシ (サウジアラビア) は、2018年5月12日のサウジ・キングス・カップ決勝で八百長を試みようとしたことが直前に発覚し、同年5月16日にサウジアラビアサッカー連盟から永久資格停止処分を受けた。FIFAは同年5月31日に、アルミルダシ氏を含むサウジアラビア人審判団を審判員から除外した。FIFAは代わりの今大会の主審の追加登録は行わず、ハサン・アルマーリ (アラブ首長国連邦)と山内宏志 (日本)の2人を今大会の副審として追加登録した。このため、今大会の日本の副審は相樂亨と山内宏志の2名となった(主審は下記の1名)。
| AFC アリレザ・ファガニー (イラン) ラフシャン・イルマトフ (ウズベキスタン) アブドゥッラー・ハッサン・モハメド (アラブ首長国連邦) 佐藤隆治 (日本) ナワフ・シュクララ (バーレーン) CAF メフディ・アビド・シャレフ (アルジェリア) マラン・ディエディウ (セネガル) バカリ・パパ・ガサマ (ガンビア) ゲハド・グリシャ (エジプト) ジャニー・シカズウェ (ザンビア) テッセマ・バムラク (エチオピア) CONCACAF ホエル・アギラール (エルサルバドル) マーク・ガイガー (アメリカ合衆国) ジェアー・マルフォ (アメリカ合衆国) リカルド・モンテーロ (コスタリカ) ジョン・ピッティ (パナマ) セサル・アルトゥーロ・ラモス (メキシコ) | CONMEBOL フリオ・バスクニャン (チリ) エンリケ・カセレス (パラグアイ) アンドレス・クーニャ (ウルグアイ) ネストル・ピタナ (アルゼンチン) サンドロ・リッシ (ブラジル) ウィルマール・ロルダン (コロンビア) OFC マシュー・コンガー (ニュージーランド) ノルベルト・ハウアタ (タヒチ) UEFA フェリックス・ブリッヒ (ドイツ) ジュネイト・チャクル (トルコ) セルゲイ・カラセフ (ロシア) ビョルン・カイペルス (オランダ) シモン・マルチニアク (ポーランド) アントニオ・マテウ・ラオス (スペイン) ミロラド・マジッチ (セルビア) ジャンルカ・ロッキ (イタリア) ダミル・スコミナ (スロベニア) クレマン・トゥルパン (フランス) |

ロシアW杯2018審判員リスト

## 議論
ロシアワールドカップ誘致をめぐる過程やロシアの人権問題、2014年のクリミア併合・ウクライナ紛争等に関連して、ロシアと対立する反露意識の強い一部の欧米西側諸国からはロシアでの開催に反対意見が根強く、議論を呼んでいる。

### ボイコットの動き
イングランドサッカー協会のグレグ・ダイク会長はゼップ・ブラッターが再選をした場合は、「UEFA内で大会をボイコットする動きが起きたら」という条件付きでロシアワールドカップのボイコットを支持すると述べた。またスウェーデンサッカー協会のカールエリク・ニルソン会長もボイコットの可能性を排除しないことを述べた。一方、ドイツサッカー協会のニーアスバッハ会長は「ボイコットは悪い武器だ」としてボイコットに消極的な姿勢を示している。スポーツライターの平野史もUEFAや各協会の動きに対して利権争いとの見方を示している。
またそれとは別に、ウクライナ問題で端を発したロシア制裁からウォール・ストリート・ジャーナル誌のBret Stephensは、「ロシアには再教育が必要だとしてロシアワールドカップをボイコット又は中止に追いこみプーチンに恥を掻かせることで民衆のプーチン離れが起きるであろう」と主張している。
この他、2018年3月4日にイギリスで発生したロシアとイギリスの2重スパイだった人物の暗殺未遂事件を受けて、イギリス王室はロイヤルファミリーの出席（イングランドサッカー協会総裁のケンブリッジ公ウィリアム王子やハリー王子）を取りやめる決定をし、イングランド代表及びオーストラリア代表の出場も一時危ぶまれた。

### 安全面
フーリガン
2016年、フランスで行われたUEFA EURO 2016にて、イングランド vs ロシアの試合（マルセイユ、スタッド・ヴェロドローム）において、観客がフーリガン化。市街においても乱闘騒ぎが発生した。ロシア連邦の閣僚は、これらについて自国民観戦者を擁護し、運営セキュリティの脆弱性を批判「暴動など存在しない」と述べたが、後に発言を撤回した。

## 結果

### グループステージ
日時はすべて現地時間 (エカテリンブルクはUTC+5、サマーラはUTC+4、カリーニングラードはUTC+2、その他はUTC+3)

#### 順位決定方法
各グループ上位2チームが、決勝トーナメントに進出する。順位は、以下の順に従い決定される。
1. 全試合での勝ち点
2. 全試合での得失点差
3. 全試合での得点
4. 当該チーム同士の対戦における勝ち点
5. 当該チーム同士の対戦における得失点差
6. 当該チーム同士の対戦における得点
7. 反則ポイント (イエローカード:1ポイント、イエローカード累積退場:3ポイント、レッドカード:4ポイント、イエローカード+レッドカード:5ポイント)の少ないチーム順
8. 抽選

#### グループ A
| 順 | チーム         | 試 | 勝 | 分 | 敗 | 得 | 失 | 差 | 点 | 出場権                 |
| -- | -------------- | -- | -- | -- | -- | -- | -- | -- | -- | ---------------------- |
| 1  | ウルグアイ     | 3  | 3  | 0  | 0  | 5  | 0  | +5 | 9  | 決勝トーナメントに進出 |
| 2  | ロシア (H)     | 3  | 2  | 0  | 1  | 8  | 4  | +4 | 6  | 決勝トーナメントに進出 |
| 3  | サウジアラビア | 3  | 1  | 0  | 2  | 2  | 7  | −5 | 3  |                        |
| 4  | エジプト       | 3  | 0  | 0  | 3  | 2  | 6  | −4 | 0  |                        |

| ロシア                                                                          | 5 - 0    | サウジアラビア |
| ------------------------------------------------------------------------------- | -------- | -------------- |
| ガジンスキー 12分 · チェリシェフ 43分, 90+1分 · ジューバ 71分 · ゴロビン 90+4分 | レポート |                |

| エジプト | 0 - 1    | ウルグアイ    |
| -------- | -------- | ------------- |
|          | レポート | ヒメネス 89分 |

| ロシア                                                   | 3 - 1    | エジプト           |
| -------------------------------------------------------- | -------- | ------------------ |
| ファティ 47分 (o.g.) · チェリシェフ 59分 · ジューバ 62分 | レポート | サラー 73分 (pen.) |

| ウルグアイ    | 1 - 0    | サウジアラビア |
| ------------- | -------- | -------------- |
| スアレス 23分 | レポート |                |

| ウルグアイ                                               | 3 - 0    | ロシア |
| -------------------------------------------------------- | -------- | ------ |
| スアレス 10分 · チェリシェフ 23分 (o.g.) · カバーニ 90分 | レポート |        |

| サウジアラビア                                           | 2 - 1    | エジプト    |
| -------------------------------------------------------- | -------- | ----------- |
| アル＝ファラジュ 45+6分 (pen.) · アッ＝ドーサリー 90+5分 | レポート | サラー 22分 |

#### グループ B
| 順 | チーム     | 試 | 勝 | 分 | 敗 | 得 | 失 | 差 | 点 | 出場権                 |
| -- | ---------- | -- | -- | -- | -- | -- | -- | -- | -- | ---------------------- |
| 1  | スペイン   | 3  | 1  | 2  | 0  | 6  | 5  | +1 | 5  | 決勝トーナメントに進出 |
| 2  | ポルトガル | 3  | 1  | 2  | 0  | 5  | 4  | +1 | 5  | 決勝トーナメントに進出 |
| 3  | イラン     | 3  | 1  | 1  | 1  | 2  | 2  | 0  | 4  |                        |
| 4  | モロッコ   | 3  | 0  | 1  | 2  | 2  | 4  | −2 | 1  |                        |

| モロッコ | 0 - 1    | イラン                   |
| -------- | -------- | ------------------------ |
|          | レポート | ブハドゥズ 90+5分 (o.g.) |

| ポルトガル                      | 3 - 3    | スペイン                        |
| ------------------------------- | -------- | ------------------------------- |
| ロナウド 4分 (pen.), 44分, 88分 | レポート | コスタ 24分, 55分 · ナチョ 58分 |

| ポルトガル   | 1 - 0    | モロッコ |
| ------------ | -------- | -------- |
| ロナウド 4分 | レポート |          |

| イラン | 0 - 1    | スペイン    |
| ------ | -------- | ----------- |
|        | レポート | コスタ 54分 |

| イラン                         | 1 - 1    | ポルトガル      |
| ------------------------------ | -------- | --------------- |
| アンサリファルド 90+3分 (pen.) | レポート | クアレスマ 45分 |

| スペイン                      | 2 - 2    | モロッコ                          |
| ----------------------------- | -------- | --------------------------------- |
| イスコ 19分 · アスパス 90+1分 | レポート | ブタイブ 14分 · エン＝ネシリ 81分 |

#### グループ C
| 順 | チーム         | 試 | 勝 | 分 | 敗 | 得 | 失 | 差 | 点 | 出場権                 |
| -- | -------------- | -- | -- | -- | -- | -- | -- | -- | -- | ---------------------- |
| 1  | フランス       | 3  | 2  | 1  | 0  | 3  | 1  | +2 | 7  | 決勝トーナメントに進出 |
| 2  | デンマーク     | 3  | 1  | 2  | 0  | 2  | 1  | +1 | 5  | 決勝トーナメントに進出 |
| 3  | ペルー         | 3  | 1  | 0  | 2  | 2  | 2  | 0  | 3  |                        |
| 4  | オーストラリア | 3  | 0  | 1  | 2  | 2  | 5  | −3 | 1  |                        |

| フランス                                        | 2 - 1    | オーストラリア           |
| ----------------------------------------------- | -------- | ------------------------ |
| グリーズマン 58分 (pen.) · ベヒッチ 81分 (o.g.) | レポート | ジェディナク 62分 (pen.) |

| ペルー | 0 - 1    | デンマーク      |
| ------ | -------- | --------------- |
|        | レポート | ポウルセン 59分 |

| デンマーク     | 1 - 1    | オーストラリア           |
| -------------- | -------- | ------------------------ |
| エリクセン 7分 | レポート | ジェディナク 38分 (pen.) |

| フランス      | 1 - 0    | ペルー |
| ------------- | -------- | ------ |
| エムバペ 34分 | レポート |        |

| デンマーク | 0 - 0    | フランス |
| ---------- | -------- | -------- |
|            | レポート |          |

| オーストラリア | 0 - 2    | ペルー                          |
| -------------- | -------- | ------------------------------- |
|                | レポート | カリージョ 18分 · ゲレーロ 50分 |

#### グループ D
| 順 | チーム       | 試 | 勝 | 分 | 敗 | 得 | 失 | 差 | 点 | 出場権                 |
| -- | ------------ | -- | -- | -- | -- | -- | -- | -- | -- | ---------------------- |
| 1  | クロアチア   | 3  | 3  | 0  | 0  | 7  | 1  | +6 | 9  | 決勝トーナメントに進出 |
| 2  | アルゼンチン | 3  | 1  | 1  | 1  | 3  | 5  | −2 | 4  | 決勝トーナメントに進出 |
| 3  | ナイジェリア | 3  | 1  | 0  | 2  | 3  | 4  | −1 | 3  |                        |
| 4  | アイスランド | 3  | 0  | 1  | 2  | 2  | 5  | −3 | 1  |                        |

| アルゼンチン  | 1 - 1    | アイスランド        |
| ------------- | -------- | ------------------- |
| アグエロ 19分 | レポート | フィンボガソン 23分 |

| クロアチア                                  | 2 - 0    | ナイジェリア |
| ------------------------------------------- | -------- | ------------ |
| エテボ 32分 (o.g.) · モドリッチ 71分 (pen.) | レポート |              |

| アルゼンチン | 0 - 3    | クロアチア                                            |
| ------------ | -------- | ----------------------------------------------------- |
|              | レポート | レビッチ 53分 · モドリッチ 80分 · ラキティッチ 90+1分 |

| ナイジェリア    | 2 - 0    | アイスランド |
| --------------- | -------- | ------------ |
| ムサ 49分, 75分 | レポート |              |

| ナイジェリア         | 1 - 2    | アルゼンチン            |
| -------------------- | -------- | ----------------------- |
| モーゼス 51分 (pen.) | レポート | メッシ 14分 · ロホ 86分 |

| アイスランド                | 1 - 2    | クロアチア                    |
| --------------------------- | -------- | ----------------------------- |
| G・シグルズソン 76分 (pen.) | レポート | バデリ 53分 · ペリシッチ 90分 |

#### グループ E
| 順 | チーム     | 試 | 勝 | 分 | 敗 | 得 | 失 | 差 | 点 | 出場権                 |
| -- | ---------- | -- | -- | -- | -- | -- | -- | -- | -- | ---------------------- |
| 1  | ブラジル   | 3  | 2  | 1  | 0  | 5  | 1  | +4 | 7  | 決勝トーナメントに進出 |
| 2  | スイス     | 3  | 1  | 2  | 0  | 5  | 4  | +1 | 5  | 決勝トーナメントに進出 |
| 3  | セルビア   | 3  | 1  | 0  | 2  | 2  | 4  | −2 | 3  |                        |
| 4  | コスタリカ | 3  | 0  | 1  | 2  | 2  | 5  | −3 | 1  |                        |

| コスタリカ | 0 - 1    | セルビア      |
| ---------- | -------- | ------------- |
|            | レポート | コラロヴ 56分 |

| ブラジル          | 1 - 1    | スイス      |
| ----------------- | -------- | ----------- |
| コウチーニョ 20分 | レポート | ツバー 50分 |

| ブラジル                                | 2 - 0    | コスタリカ |
| --------------------------------------- | -------- | ---------- |
| コウチーニョ 90+1分 · ネイマール 90+7分 | レポート |            |

| セルビア           | 1 - 2    | スイス                      |
| ------------------ | -------- | --------------------------- |
| ミトロヴィッチ 5分 | レポート | ジャカ 52分 · シャチリ 90分 |

| セルビア | 0 - 2    | ブラジル                                |
| -------- | -------- | --------------------------------------- |
|          | レポート | パウリーニョ 36分 · チアゴ・シウバ 68分 |

| スイス                            | 2 - 2    | コスタリカ                           |
| --------------------------------- | -------- | ------------------------------------ |
| ジェマイリ 31分 · ドルミッチ 88分 | レポート | ワストン 56分 · ゾマー 90+3分 (o.g.) |

#### グループ F
| 順 | チーム       | 試 | 勝 | 分 | 敗 | 得 | 失 | 差 | 点 | 出場権                 |
| -- | ------------ | -- | -- | -- | -- | -- | -- | -- | -- | ---------------------- |
| 1  | スウェーデン | 3  | 2  | 0  | 1  | 5  | 2  | +3 | 6  | 決勝トーナメントに進出 |
| 2  | メキシコ     | 3  | 2  | 0  | 1  | 3  | 4  | −1 | 6  | 決勝トーナメントに進出 |
| 3  | 韓国         | 3  | 1  | 0  | 2  | 3  | 3  | 0  | 3  |                        |
| 4  | ドイツ       | 3  | 1  | 0  | 2  | 2  | 4  | −2 | 3  |                        |

| ドイツ | 0 - 1    | メキシコ    |
| ------ | -------- | ----------- |
|        | レポート | ロサノ 35分 |

| スウェーデン                 | 1 - 0    | 韓国 |
| ---------------------------- | -------- | ---- |
| グランクヴィスト 65分 (pen.) | レポート |      |

| 韓国                  | 1 - 2    | メキシコ                             |
| --------------------- | -------- | ------------------------------------ |
| ソン・フンミン 90+3分 | レポート | ベラ 26分 (pen.) · エルナンデス 66分 |

| ドイツ                        | 2 - 1    | スウェーデン      |
| ----------------------------- | -------- | ----------------- |
| ロイス 48分 · クロース 90+5分 | レポート | トイヴォネン 32分 |

| 韓国                                            | 2 - 0    | ドイツ |
| ----------------------------------------------- | -------- | ------ |
| キム・ヨングォン 90+3分 · ソン・フンミン 90+6分 | レポート |        |

| メキシコ | 0 - 3    | スウェーデン                                                                    |
| -------- | -------- | ------------------------------------------------------------------------------- |
|          | レポート | アウグスティンソン 50分 · グランクヴィスト 62分 (pen.) · アルバレス 74分 (o.g.) |

#### グループ G
| 順 | チーム       | 試 | 勝 | 分 | 敗 | 得 | 失 | 差 | 点 | 出場権                 |
| -- | ------------ | -- | -- | -- | -- | -- | -- | -- | -- | ---------------------- |
| 1  | ベルギー     | 3  | 3  | 0  | 0  | 9  | 2  | +7 | 9  | 決勝トーナメントに進出 |
| 2  | イングランド | 3  | 2  | 0  | 1  | 8  | 3  | +5 | 6  | 決勝トーナメントに進出 |
| 3  | チュニジア   | 3  | 1  | 0  | 2  | 5  | 8  | −3 | 3  |                        |
| 4  | パナマ       | 3  | 0  | 0  | 3  | 2  | 11 | −9 | 0  |                        |

| ベルギー                            | 3 - 0    | パナマ |
| ----------------------------------- | -------- | ------ |
| メルテンス 47分 · ルカク 69分, 75分 | レポート |        |

| チュニジア       | 1 - 2    | イングランド        |
| ---------------- | -------- | ------------------- |
| サシ 35分 (pen.) | レポート | ケイン 11分, 90+1分 |

| ベルギー                                                             | 5 - 2    | チュニジア                  |
| -------------------------------------------------------------------- | -------- | --------------------------- |
| E・アザール 6分 (pen.), 51分 · ルカク 16分, 45+3分 · バチュアイ 90分 | レポート | ブロン 18分 · ハズリ 90+3分 |

| イングランド                                                                     | 6 - 1    | パナマ      |
| -------------------------------------------------------------------------------- | -------- | ----------- |
| ストーンズ 8分, 40分 · ケイン 22分 (pen.), 45+1分 (pen.), 62分 · リンガード 36分 | レポート | バロイ 78分 |

| イングランド | 0 - 1    | ベルギー      |
| ------------ | -------- | ------------- |
|              | レポート | ヤヌザイ 51分 |

| パナマ               | 1 - 2    | チュニジア                           |
| -------------------- | -------- | ------------------------------------ |
| メリアー 33分 (o.g.) | レポート | F・ベン・ユースフ 51分 · ハズリ 66分 |

#### グループ H
| 順 | チーム     | 試 | 勝 | 分 | 敗 | 得 | 失 | 差 | 点 | 出場権                 |
| -- | ---------- | -- | -- | -- | -- | -- | -- | -- | -- | ---------------------- |
| 1  | コロンビア | 3  | 2  | 0  | 1  | 5  | 2  | +3 | 6  | 決勝トーナメントに進出 |
| 2  | 日本       | 3  | 1  | 1  | 1  | 4  | 4  | 0  | 4  | 決勝トーナメントに進出 |
| 3  | セネガル   | 3  | 1  | 1  | 1  | 4  | 4  | 0  | 4  |                        |
| 4  | ポーランド | 3  | 1  | 0  | 2  | 2  | 5  | −3 | 3  |                        |

1. 1 2  反則ポイント: 日本4点、セネガル6点

| コロンビア      | 1 - 2    | 日本                                |
| --------------- | -------- | ----------------------------------- |
| キンテーロ 39分 | レポート | 香川真司 6分 (pen.) · 大迫勇也 73分 |

| ポーランド        | 1 - 2    | セネガル                           |
| ----------------- | -------- | ---------------------------------- |
| クリホビアク 86分 | レポート | チョネク 37分 (o.g.) · ニアン 60分 |

| 日本                        | 2 - 2    | セネガル              |
| --------------------------- | -------- | --------------------- |
| 乾貴士 34分 · 本田圭佑 78分 | レポート | マネ 11分 · ワゲ 71分 |

| ポーランド | 0 - 3    | コロンビア                                         |
| ---------- | -------- | -------------------------------------------------- |
|            | レポート | ミナ 40分 · ファルカオ 70分 · Ju.クアドラード 75分 |

| 日本 | 0 - 1    | ポーランド      |
| ---- | -------- | --------------- |
|      | レポート | ベドナレク 59分 |

| セネガル | 0 - 1    | コロンビア |
| -------- | -------- | ---------- |
|          | レポート | ミナ 74分  |

### ノックアウトステージ
ノックアウトステージ では、45分ハーフの試合で決着が付かない場合は、15分ハーフの延長戦が行われる。この延長戦でも決着がつかない場合は引き分けとなり、PK戦で勝ち進むチームを決める。
|  | ラウンド16                    | ラウンド16        |                                |       | 準々決勝     | 準々決勝  |                                |                                | 準決勝 | 準決勝 |  |  | 決勝 | 決勝 |
|  |                               |                   |                                |       |              |           |                                |                                |        |        |  |  |      |      |
|  | 6月30日 - ソチ                |                   |                                |       |              |           |                                |                                |        |        |  |  |      |      |
|  |                               |                   |                                |       |              |           |                                |                                |        |        |  |  |      |      |
|  | ウルグアイ                    | 2                 |                                |       |              |           |                                |                                |        |        |  |  |      |      |
|  | ウルグアイ                    | 2                 | 7月6日 - ニジニ・ノヴゴロド    |       |              |           |                                |                                |        |        |  |  |      |      |
|  | ポルトガル                    | 1                 |                                |       |              |           |                                |                                |        |        |  |  |      |      |
|  | ポルトガル                    | 1                 | ウルグアイ                     | 0     |              |           |                                |                                |        |        |  |  |      |      |
|  | 6月30日 - カザン              |                   | ウルグアイ                     | 0     |              |           |                                |                                |        |        |  |  |      |      |
|  |                               | フランス          | 2                              |       |              |           |                                |                                |        |        |  |  |      |      |
|  | フランス                      | フランス          | 2                              | 4     |              |           |                                |                                |        |        |  |  |      |      |
|  | フランス                      |                   | 7月10日 - サンクトペテルブルク | 4     |              |           |                                |                                |        |        |  |  |      |      |
|  | アルゼンチン                  | 3                 |                                |       |              |           |                                |                                |        |        |  |  |      |      |
|  | アルゼンチン                  | 3                 | フランス                       | 1     |              |           |                                |                                |        |        |  |  |      |      |
|  | 7月2日 - サマーラ             |                   | フランス                       | 1     |              |           |                                |                                |        |        |  |  |      |      |
|  |                               | ベルギー          | 0                              |       |              |           |                                |                                |        |        |  |  |      |      |
|  | ブラジル                      | ベルギー          | 0                              | 2     |              |           |                                |                                |        |        |  |  |      |      |
|  | ブラジル                      | 7月6日 - カザン   |                                | 2     |              |           |                                |                                |        |        |  |  |      |      |
|  | メキシコ                      | 0                 |                                |       |              |           |                                |                                |        |        |  |  |      |      |
|  | メキシコ                      | 0                 | ブラジル                       | 1     |              |           |                                |                                |        |        |  |  |      |      |
|  | 7月2日 - ロストフ・ナ・ドヌ   |                   | ブラジル                       | 1     |              |           |                                |                                |        |        |  |  |      |      |
|  |                               | ベルギー          | 2                              |       |              |           |                                |                                |        |        |  |  |      |      |
|  | ベルギー                      | ベルギー          | 2                              | 3     |              |           |                                |                                |        |        |  |  |      |      |
|  | ベルギー                      |                   | 7月15日 - モスクワ(ルジニキ)   | 3     |              |           |                                |                                |        |        |  |  |      |      |
|  | 日本                          | 2                 |                                |       |              |           |                                |                                |        |        |  |  |      |      |
|  | 日本                          | 2                 | フランス                       | 4     |              |           |                                |                                |        |        |  |  |      |      |
|  | 7月1日 - モスクワ(ルジニキ)   |                   | フランス                       | 4     |              |           |                                |                                |        |        |  |  |      |      |
|  |                               | クロアチア        | 2                              |       |              |           |                                |                                |        |        |  |  |      |      |
|  | スペイン                      | クロアチア        | 2                              | 1 (3) |              |           |                                |                                |        |        |  |  |      |      |
|  | スペイン                      | 7月7日 - ソチ     |                                | 1 (3) |              |           |                                |                                |        |        |  |  |      |      |
|  | ロシア (p)                    | 1 (4)             |                                |       |              |           |                                |                                |        |        |  |  |      |      |
|  | ロシア (p)                    | 1 (4)             | ロシア                         | 2 (3) |              |           |                                |                                |        |        |  |  |      |      |
|  | 7月1日 - ニジニ・ノヴゴロド   |                   | ロシア                         | 2 (3) |              |           |                                |                                |        |        |  |  |      |      |
|  |                               | クロアチア (p)    | 2 (4)                          |       |              |           |                                |                                |        |        |  |  |      |      |
|  | クロアチア (p)                | クロアチア (p)    | 2 (4)                          | 1 (3) |              |           |                                |                                |        |        |  |  |      |      |
|  | クロアチア (p)                |                   | 7月11日 - モスクワ(ルジニキ)   | 1 (3) |              |           |                                |                                |        |        |  |  |      |      |
|  | デンマーク                    | 1 (2)             |                                |       |              |           |                                |                                |        |        |  |  |      |      |
|  | デンマーク                    | 1 (2)             | クロアチア (延長)              | 2     |              |           |                                |                                |        |        |  |  |      |      |
|  | 7月3日 - サンクトペテルブルク |                   | クロアチア (延長)              | 2     |              |           |                                |                                |        |        |  |  |      |      |
|  |                               | イングランド      | 1                              |       | 3位決定戦    | 3位決定戦 |                                |                                |        |        |  |  |      |      |
|  | スウェーデン                  | イングランド      | 1                              | 1     | 3位決定戦    | 3位決定戦 |                                |                                |        |        |  |  |      |      |
|  | スウェーデン                  | 7月7日 - サマーラ | 7月7日 - サマーラ              | 1     |              |           | 7月14日 - サンクトペテルブルク | 7月14日 - サンクトペテルブルク |        |        |  |  |      |      |
|  | スイス                        | 7月7日 - サマーラ | 7月7日 - サマーラ              | 0     |              |           | 7月14日 - サンクトペテルブルク | 7月14日 - サンクトペテルブルク |        |        |  |  |      |      |
|  | スイス                        | スウェーデン      | 0                              | 0     | ベルギー     | 2         |                                |                                |        |        |  |  |      |      |
|  | 7月3日 - モスクワ(スパルタク) | スウェーデン      | 0                              |       | ベルギー     | 2         |                                |                                |        |        |  |  |      |      |
|  |                               | イングランド      | 2                              |       | イングランド | 0         |                                |                                |        |        |  |  |      |      |
|  | コロンビア                    | イングランド      | 2                              | 1 (3) | イングランド | 0         |                                |                                |        |        |  |  |      |      |
|  | コロンビア                    |                   |                                | 1 (3) |              |           |                                |                                |        |        |  |  |      |      |
|  | イングランド (p)              | 1 (4)             |                                |       |              |           |                                |                                |        |        |  |  |      |      |
|  | イングランド (p)              | 1 (4)             |                                |       |              |           |                                |                                |        |        |  |  |      |      |

日時はすべて現地時間 (サマーラはUTC+4、その他はUTC+3)

#### ラウンド16
| フランス                                                         | 4 - 3    | アルゼンチン                                        |
| ---------------------------------------------------------------- | -------- | --------------------------------------------------- |
| グリーズマン 13分 (pen.) · パヴァール 57分 · エムバペ 64分, 68分 | レポート | ディ・マリア 41分 · メルカド 48分 · アグエロ 90+3分 |

| ウルグアイ         | 2 - 1    | ポルトガル |
| ------------------ | -------- | ---------- |
| カバーニ 7分, 62分 | レポート | ペペ 55分  |

| スペイン                             | 1 - 1 (延長) | ロシア                                            |
| ------------------------------------ | ------------ | ------------------------------------------------- |
| イグナシェヴィッチ 12分 (o.g.)       | レポート     | ジューバ 41分 (pen.)                              |
| PK戦                                 |              |                                                   |
| イニエスタ ピケ コケ ラモス アスパス | 3 – 4        | スモロフ イグナシェヴィッチ ゴロビン チェリシェフ |

| クロアチア                                               | 1 - 1 (延長) | デンマーク                                                |
| -------------------------------------------------------- | ------------ | --------------------------------------------------------- |
| マンジュキッチ 4分                                       | レポート     | M・ヨルゲンセン 1分                                       |
| PK戦                                                     |              |                                                           |
| バデリ クラマリッチ モドリッチ ピヴァリッチ ラキティッチ | 3 – 2        | エリクセン ケアー クローン＝デリ シェーネ N・ヨルゲンセン |

| ブラジル                            | 2 - 0    | メキシコ |
| ----------------------------------- | -------- | -------- |
| ネイマール 51分 · フィルミーノ 88分 | レポート |          |

| ベルギー                                                | 3 - 2    | 日本                        |
| ------------------------------------------------------- | -------- | --------------------------- |
| フェルトンゲン 69分 · フェライニ 74分 · シャドリ 90+4分 | レポート | 原口元気 48分 · 乾貴士 52分 |

| スウェーデン      | 1 - 0    | スイス |
| ----------------- | -------- | ------ |
| フォルスベリ 66分 | レポート |        |

| コロンビア                                         | 1 - 1 (延長) | イングランド                                               |
| -------------------------------------------------- | ------------ | ---------------------------------------------------------- |
| ミナ 90+3分                                        | レポート     | ケイン 56分 (pen.)                                         |
| PK戦                                               |              |                                                            |
| ファルカオ Ju・クアドラード ムリエル ウリベ バッカ | 3 – 4        | ケイン ラッシュフォード ヘンダーソン トリッピアー ダイアー |

#### 準々決勝
| ウルグアイ | 0 - 2    | フランス                          |
| ---------- | -------- | --------------------------------- |
|            | レポート | ヴァラン 40分 · グリーズマン 61分 |

| ブラジル                | 1 - 2    | ベルギー                                           |
| ----------------------- | -------- | -------------------------------------------------- |
| レナト・アウグスト 76分 | レポート | フェルナンジーニョ 13分 (o.g.) · デ・ブライネ 31分 |

| スウェーデン | 0 - 2    | イングランド                |
| ------------ | -------- | --------------------------- |
|              | レポート | マグワイア 30分 · アリ 59分 |

| ロシア                                                           | 2 - 2 (延長) | クロアチア                                                 |
| ---------------------------------------------------------------- | ------------ | ---------------------------------------------------------- |
| チェリシェフ 31分 · フェルナンデス 115分                         | レポート     | クラマリッチ 39分 · ヴィダ 101分                           |
| PK戦                                                             |              |                                                            |
| スモロフ ジャゴエフ フェルナンデス イグナシェヴィッチ クジャエフ | 3 - 4        | ブロゾヴィッチ コヴァチッチ モドリッチ ヴィダ ラキティッチ |

#### 準決勝
| フランス          | 1 - 0    | ベルギー |
| ----------------- | -------- | -------- |
| ユムティティ 51分 | レポート |          |

| クロアチア                             | 2 - 1 (延長) | イングランド     |
| -------------------------------------- | ------------ | ---------------- |
| ペリシッチ 68分 · マンジュキッチ 109分 | レポート     | トリッピアー 5分 |

#### 3位決定戦
| ベルギー                      | 2 - 0    | イングランド |
| ----------------------------- | -------- | ------------ |
| ムニエ 4分 · E・アザール 82分 | レポート |              |

#### 決勝
| フランス                                                                            | 4 - 2    | クロアチア                            |
| ----------------------------------------------------------------------------------- | -------- | ------------------------------------- |
| マンジュキッチ 18分 (o.g.) · グリーズマン 38分 (pen.) · ポグバ 59分 · エムバペ 65分 | レポート | ペリシッチ 28分 · マンジュキッチ 69分 |

## 優勝国
| 2018 FIFAワールドカップ優勝国 |
| ----------------------------- |
| · フランス · 5大会ぶり2回目   |

## 得点ランキング

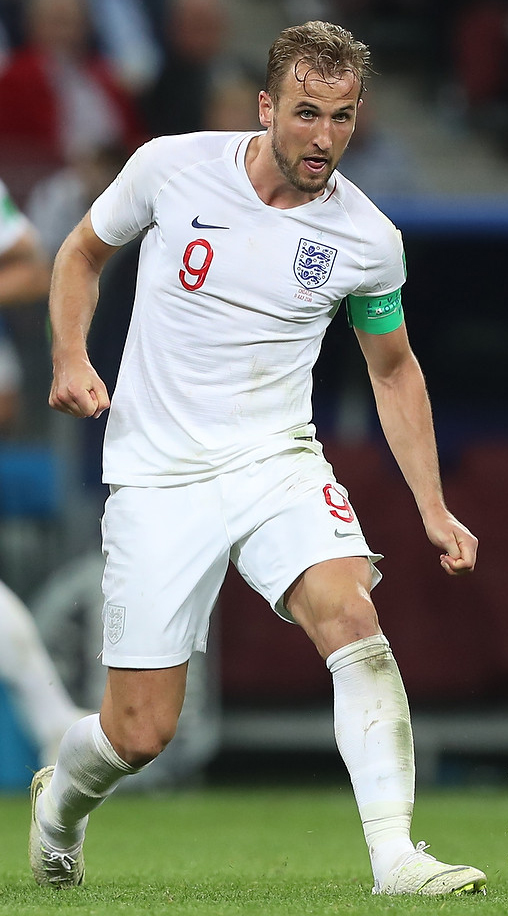
得点王に輝いたハリー・ケイン

| 順位 | 選手                       | ゴール |
| ---- | -------------------------- | ------ |
| 1    | ハリー・ケイン             | 6      |
| 2    | クリスティアーノ・ロナウド | 4      |
| 2    | ロメル・ルカク             | 4      |
| 2    | デニス・チェリシェフ       | 4      |
| 2    | キリアン・エムバペ         | 4      |
| 2    | アントワーヌ・グリーズマン | 4      |
| 7    | ジエゴ・コスタ             | 3      |
| 7    | エディンソン・カバーニ     | 3      |
| 7    | アルテム・ジューバ         | 3      |
| 7    | ジェリー・ミナ             | 3      |
| 7    | エデン・アザール           | 3      |
| 7    | イヴァン・ペリシッチ       | 3      |
| 7    | マリオ・マンジュキッチ     | 3      |

## 表彰

### FIFAフェアプレー賞
スペイン

### 個人各賞
| 賞                             | 選手名                     | 国籍         | 備考           |
| ------------------------------ | -------------------------- | ------------ | -------------- |
| ゴールデンボール（大会MVP）    | ルカ・モドリッチ           | クロアチア   | 3試合でMOM     |
| シルバーボール                 | エデン・アザール           | ベルギー     | 3試合でMOM     |
| ブロンズボール                 | アントワーヌ・グリーズマン | フランス     | 3試合でMOM     |
| ゴールデンブーツ（得点王）     | ハリー・ケイン             | イングランド | 6得点          |
| シルバーブーツ                 | アントワーヌ・グリーズマン | フランス     | 4得点2アシスト |
| ブロンズブーツ                 | ロメル・ルカク             | ベルギー     | 4得点1アシスト |
| ゴールデングローブ（最優秀GK） | ティボ・クルトゥワ         | ベルギー     | 7試合6失点     |
| 最優秀若手選手賞               | キリアン・エムバペ         | フランス     | 19歳           |

## 総合順位
順位は、成績、勝点、得失点差、得点、フェアプレーポイント（グループステージでのポイント付与方法による）の順で基準を適用し決定した。PK戦となった試合については、その勝敗に関わらず引き分けとして勝点を付与した。

| 順 位 | 国・地域名     | 成績                 | 試 合 | 勝 利 | 引 分 | 敗 戦 | PK 勝 | PK 敗 | 勝 点 | 得 点 | 失 点 | 点 差 |
| ----- | -------------- | -------------------- | ----- | ----- | ----- | ----- | ----- | ----- | ----- | ----- | ----- | ----- |
| 1     | フランス       | 優勝                 | 7     | 6     | 1     | 0     | 0     | 0     | 19    | 14    | 6     | 8     |
| 2     | クロアチア     | 準優勝               | 7     | 4     | 0     | 1     | 2     | 0     | 14    | 14    | 9     | 5     |
| 3     | ベルギー       | 3位                  | 7     | 6     | 0     | 1     | 0     | 0     | 18    | 16    | 6     | 10    |
| 4     | イングランド   | 4位                  | 7     | 3     | 0     | 3     | 1     | 0     | 10    | 12    | 8     | 4     |
| 5     | ウルグアイ     | ベスト8              | 5     | 4     | 0     | 1     | 0     | 0     | 12    | 7     | 3     | 4     |
| 6     | ブラジル       | ベスト8              | 5     | 3     | 1     | 1     | 0     | 0     | 10    | 8     | 3     | 5     |
| 7     | スウェーデン   | ベスト8              | 5     | 3     | 0     | 2     | 0     | 0     | 9     | 6     | 4     | 2     |
| 8     | ロシア         | ベスト8              | 5     | 2     | 0     | 1     | 1     | 1     | 8     | 11    | 7     | 4     |
| 9     | コロンビア     | ベスト16             | 4     | 2     | 0     | 1     | 0     | 1     | 7     | 6     | 3     | 3     |
| 10    | スペイン       | ベスト16             | 4     | 1     | 2     | 0     | 0     | 1     | 6     | 7     | 6     | 1     |
| 11    | デンマーク     | ベスト16             | 4     | 1     | 2     | 0     | 0     | 1     | 6     | 3     | 2     | 1     |
| 12    | メキシコ       | ベスト16             | 4     | 2     | 0     | 2     | 0     | 0     | 6     | 3     | 6     | -3    |
| 13    | ポルトガル     | ベスト16             | 4     | 1     | 2     | 1     | 0     | 0     | 5     | 6     | 6     | 0     |
| 14    | スイス         | ベスト16             | 4     | 1     | 2     | 1     | 0     | 0     | 5     | 5     | 5     | 0     |
| 15    | 日本           | ベスト16             | 4     | 1     | 1     | 2     | 0     | 0     | 4     | 6     | 7     | -1    |
| 16    | アルゼンチン   | ベスト16             | 4     | 1     | 1     | 2     | 0     | 0     | 4     | 6     | 9     | -3    |
| 17    | セネガル       | グループステージ敗退 | 3     | 1     | 1     | 1     | 0     | 0     | 4     | 4     | 4     | 0     |
| 18    | イラン         | グループステージ敗退 | 3     | 1     | 1     | 1     | 0     | 0     | 4     | 2     | 2     | 0     |
| 19    | 韓国           | グループステージ敗退 | 3     | 1     | 0     | 2     | 0     | 0     | 3     | 3     | 3     | 0     |
| 20    | ペルー         | グループステージ敗退 | 3     | 1     | 0     | 2     | 0     | 0     | 3     | 2     | 2     | 0     |
| 21    | ナイジェリア   | グループステージ敗退 | 3     | 1     | 0     | 2     | 0     | 0     | 3     | 3     | 4     | -1    |
| 22    | ドイツ         | グループステージ敗退 | 3     | 1     | 0     | 2     | 0     | 0     | 3     | 2     | 4     | -2    |
| 23    | セルビア       | グループステージ敗退 | 3     | 1     | 0     | 2     | 0     | 0     | 3     | 2     | 4     | -2    |
| 24    | チュニジア     | グループステージ敗退 | 3     | 1     | 0     | 2     | 0     | 0     | 3     | 5     | 8     | -3    |
| 25    | ポーランド     | グループステージ敗退 | 3     | 1     | 0     | 2     | 0     | 0     | 3     | 2     | 5     | -3    |
| 26    | サウジアラビア | グループステージ敗退 | 3     | 1     | 0     | 2     | 0     | 0     | 3     | 2     | 7     | -5    |
| 27    | モロッコ       | グループステージ敗退 | 3     | 0     | 1     | 2     | 0     | 0     | 1     | 2     | 4     | -2    |
| 28    | アイスランド   | グループステージ敗退 | 3     | 0     | 1     | 2     | 0     | 0     | 1     | 2     | 5     | -3    |
| 29    | コスタリカ     | グループステージ敗退 | 3     | 0     | 1     | 2     | 0     | 0     | 1     | 2     | 5     | -3    |
| 30    | オーストラリア | グループステージ敗退 | 3     | 0     | 1     | 2     | 0     | 0     | 1     | 2     | 5     | -3    |
| 31    | エジプト       | グループステージ敗退 | 3     | 0     | 0     | 3     | 0     | 0     | 0     | 2     | 6     | -4    |
| 32    | パナマ         | グループステージ敗退 | 3     | 0     | 0     | 3     | 0     | 0     | 0     | 2     | 11    | -9    |

1. 1 2  フェアプレーポイント: ドイツ -5、セルビア -9
2. 1 2 3  フェアプレーポイント: アイスランド -3、コスタリカ -6、オーストラリア -7

## テレビ放映局
- 日本 – ジャパンコンソーシアム (NHK、日本テレビ、テレビ朝日、TBSテレビ、フジテレビ[注釈 5])[131][132][133]
- 中華人民共和国 - CCTV
- 大韓民国 – KBS, MBC, SBS(第1次中継権)
- アメリカ合衆国 – フォックス放送, テレムンド[134]
- ヨーロッパ – ユーロビジョン (37カ国)[135]
  - ロシア　– チャンネル1(Первый Канал), マッチテレビ(Матч ТВ), ロシア1
  - ドイツ – ARD, ZDF[136]
  - インド – ソニーSIX[137][138]
  - 中東 – beIN Sports[139][140]
  - ポルトガル – RTP[141]
  - スウェーデン – SVT, TV4[142]
  - スイス – SRG SSR[143]
  - イギリス – BBC, ITV[144]
- カナダ– CTV, TSN, RDS[145]
- オーストラリア – SBS[146]
- ブラジル – ヘジ・グローボ[147]
- カリブ海 – International Media Content, SportsMax[148]
- 台湾 – ELTA TV

## FIFA公式スポンサー
出典：

### FIFAパートナー
FIFA公式スポンサー最上位のカテゴリー。ワールドカップ（以下W杯）も含めFIFA主催の全ての試合（会場周辺含む）やイベントでの広告掲出や周辺ビジネス許可、FIFAロゴ（オフィシャルマーク）の8年間（2大会分）使用の権利が与えられる。
枠は通常6つで（2018ロシアW杯だけの資格で1枠増やし7枠）、スポンサー料は年間20億円から50億円、総額1億2千ドル(約130億円)から1億8000万ドル（約200億円）規模である。契約できるのは1業種につき1社のみ。契約年数や契約料は企業によって異なる。
- アディダス（2014年-2030年） - 金額非公開

1970年から契約継続中。2009年-2014年の契約は総額約350億円だった。
- コカ・コーラ（2007年-2022年） - 総額約1100億円

FIFAとの契約は1974年からで、FIFAパートナー契約は、1978年から契約継続中。
- Visa（2014年-2022年） - 金額非公開

2007年6月27日-2014年の契約は総額1億7千万ドル(当時約160億円)だった。
- 現代自動車グループ（2014年-2022年） - 総額約345億円
- 大連万達グループ（2016年-2030年） - 2016年の年間スポンサー料1億5千万ドル（約165億円）

中国企業。不動産コングロマリット。
- カタール航空（2017年-2022年） - 金額非公開
- ガスプロム（2015年-2018年） - 総額約98億円～123億円

2018ロシアW杯までの限定契約。

### FIFAワールドカップスポンサー
FIFA公式スポンサーの2番目のカテゴリ。契約期間中に開催されるW杯と直接関連するスポンサーとしての権利を有し、FIFAロゴ（オフィシャルマーク）の4年間（1大会分）の使用権利が与えられる（但し、このカテゴリでも複数大会分のスポンサー料を支払う契約を結べば、複数大会で権利持続）。
枠は8つで、スポンサー料は年間10億円から25億円、総額6800万ドル（約75億円）から1億ドル（約110億円）程度である。
- アンハイザー・ブッシュ・インベブ（-2022年）

「インベブ」社が、2008年にアメリカの「アンハイザー・ブッシュ」社を買収して現在の社名になった。「アンハイザー・ブッシュ」社時代から人気銘柄のバドワイザーはW杯のオフィシャルビールである。
- マクドナルド

2017年6月、五輪のオフィシャルスポンサーの撤退を発表し、現在、W杯のオフィシャルレストランとなった。
- ハイセンス - 1億ドル（約110億円）

日本が対戦する試合での映像広告では、同社の主要子会社である東芝映像ソリューションの広告が掲示された。
- 蒙牛乳業 - 5000万ドル（約55億円）
- Vivo

### リージョナルサポーター
2018年までは「ナショナルサポーター（National Supporters）」。どちらもFIFA公式スポンサー最下位のカテゴリ。2018年までの「ナショナルサポーター」は、開催国の企業に限り、自国での開催期間中の試合及びイベントにおいてのみ広告と周辺ビジネスを行えると規定されていた。今回の2018年ロシアW杯で新設された「リージョナルサポーター」とは、北中米カリブ海、南米、欧州、中東とアフリカ、中東を除いたアジア（オセアニア含む）の5つの地域に分けて、各地域に5社ずつ、20枠を設けた。開催期間中のLED掲示板での広告掲出、チケットの優先的配分、所在地域におけるブランド広告権の権利を与えられる。スポンサー料は年間5億円から10億円で、公表されている総額は2000万ドル（約22億円）である。

#### 北中米カリブ海
- なし

#### 南米
- なし

#### 欧州
- アルファ銀行
- アルロサ(鉱山)
- ロステレコム(通信会社)
- ロシア鉄道
  - 上記4つ全部が、ロシア企業。

#### 中東とアフリカ
- エジプト政府観光局[157]
  - 2018年ロシアW杯では、リージョナルサポーター活動せず。

#### アジア(中東除く。オセアニア含む)
- 帝牌（読み・ダイキング[158]／服飾メーカー）
- LUCI（LUCI[159]／システム開発会社）
- 雅迪（読み・ヤディア／電動バイクメーカー）
  - 上記3つ全部が、中国企業。